# Verwaltungsgemeinschaft Oberviechtach
Die Verwaltungsgemeinschaft Oberviechtach liegt im Oberpfälzer Landkreis Schwandorf und wird von folgenden Gemeinden gebildet:
1. Gleiritsch, 636 Einwohner, 10,94 km²
2. Niedermurach, 1248 Einwohner, 29,97 km²
3. Teunz, 1839 Einwohner, 30,73 km²
4. Winklarn, Markt, 1378 Einwohner, 33,69 km²

Mit der Auflösung des Landkreises Oberviechtach am 1. Juli 1972 kam das Gemeindegebiet von Teunz, Gleiritsch, Niedermurach und Winklarn zum neugegliederten Landkreis Schwandorf. Diese vier Gemeinden sind in der Verwaltungsgemeinschaft Oberviechtach zusammengeschlossen. Der Zusammenschluss erfolgte durch Rechtsverordnung der Regierung am 1. Januar 1974.
Am 1. Mai 1978 wurden die Gemeinden Fuchsberg und Zeinried in die Gemeinde Teunz eingegliedert.
Sitz der 1974 gegründeten Verwaltungsgemeinschaft ist in Oberviechtach im Gebäude des ehemaligen Landratsamtes. Die Stadt Oberviechtach hat eine eigenständige Verwaltung und ist der Verwaltungsgemeinschaft Oberviechtach nicht angeschlossen.

## Gemeindewappen

Gemeinde Gleiritsch
Gemeinde Teunz

Gemeinde Niedermurach
Markt Winklarn

## Bilder Gemeindesitz

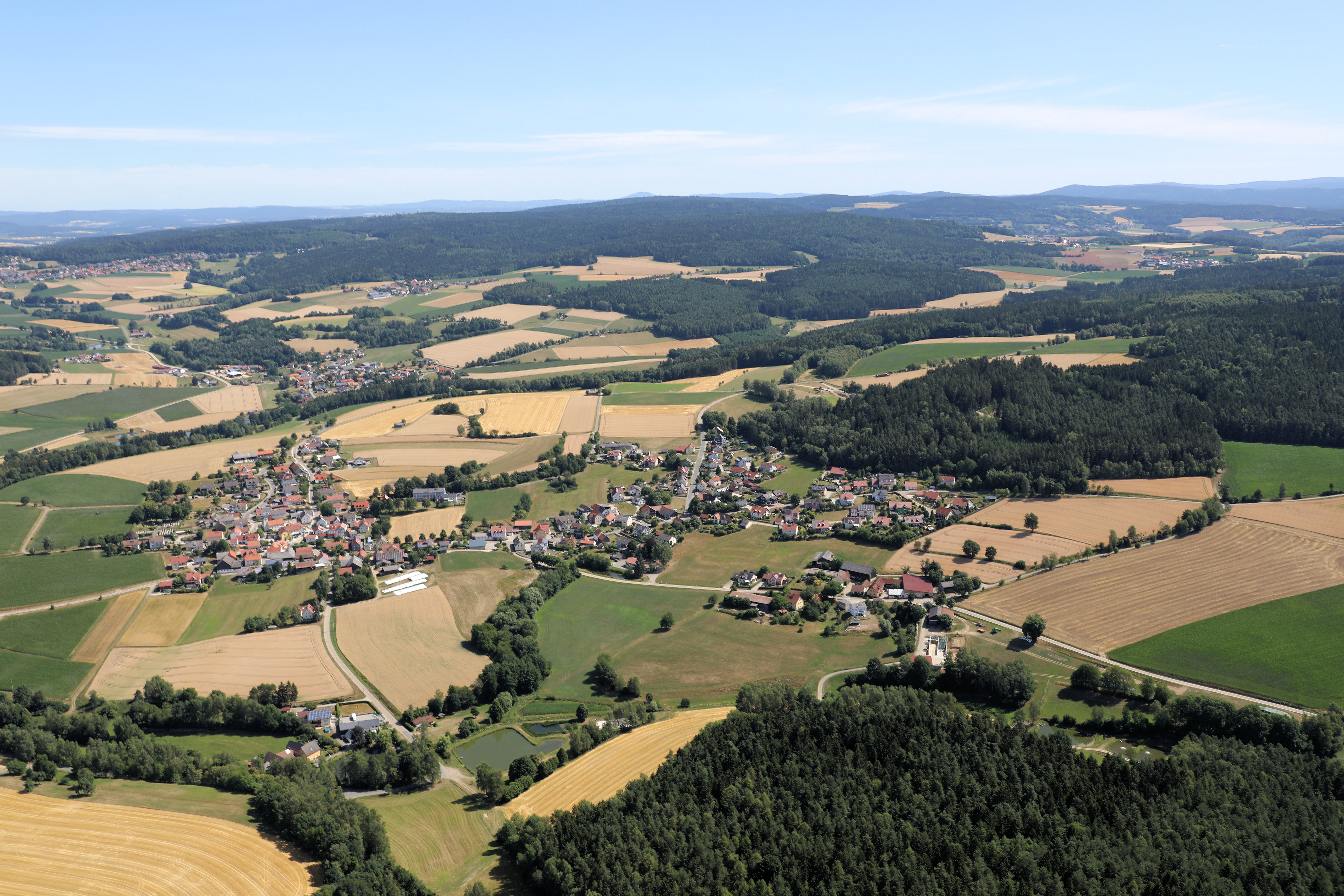
Gleiritsch (2022)
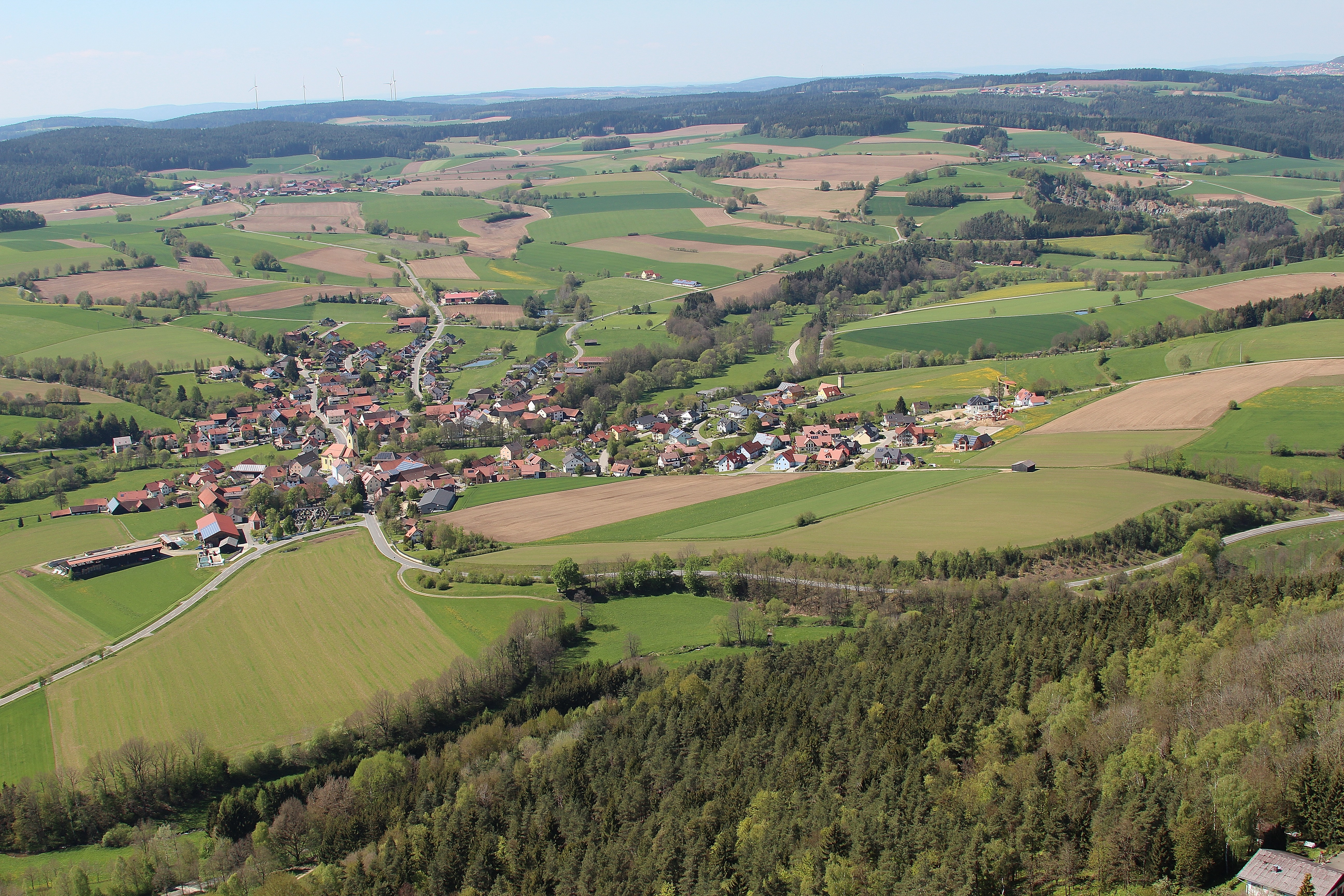
Niedermurach (2017)
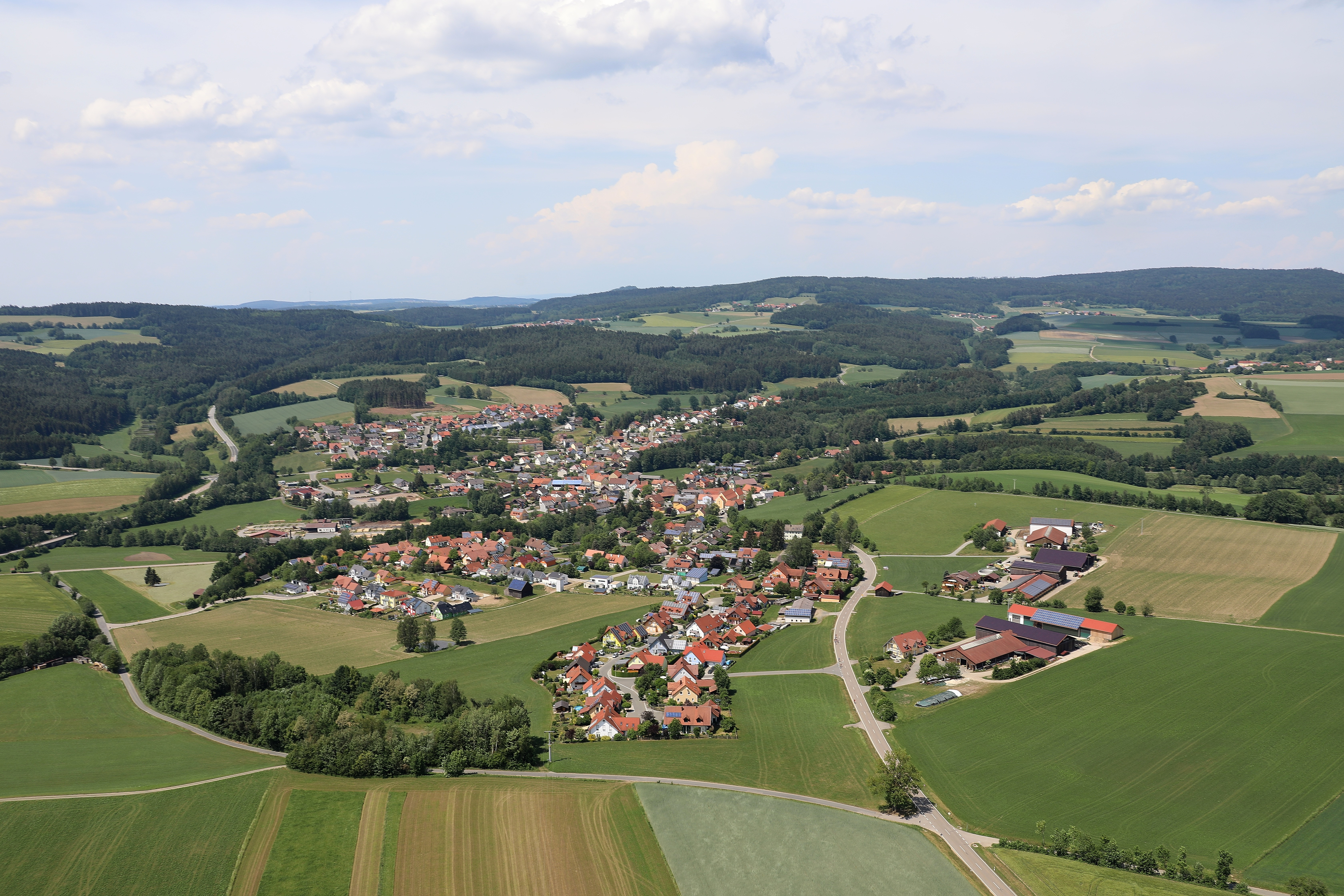
Teunz (2018)
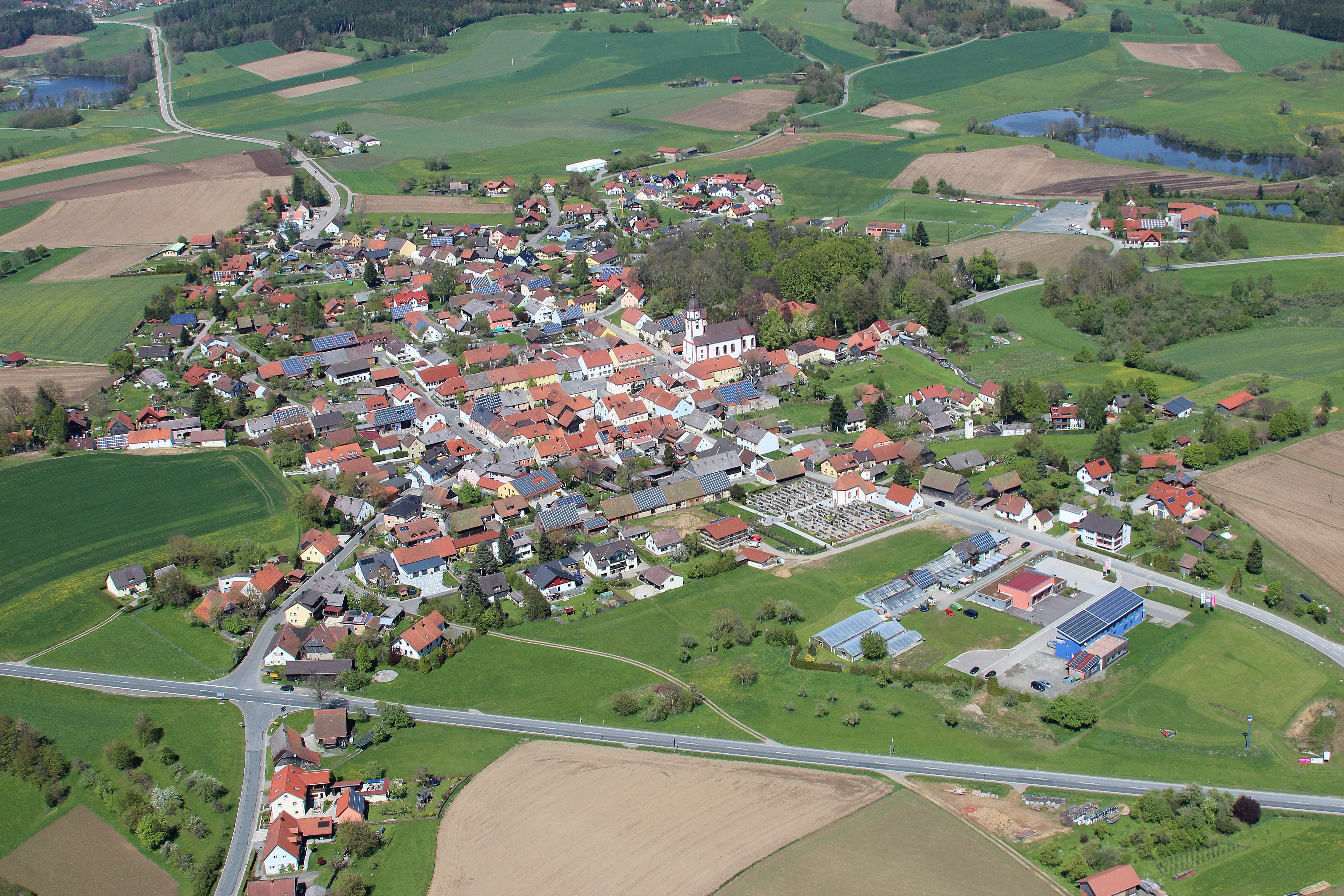
Markt Winklarn (2017)
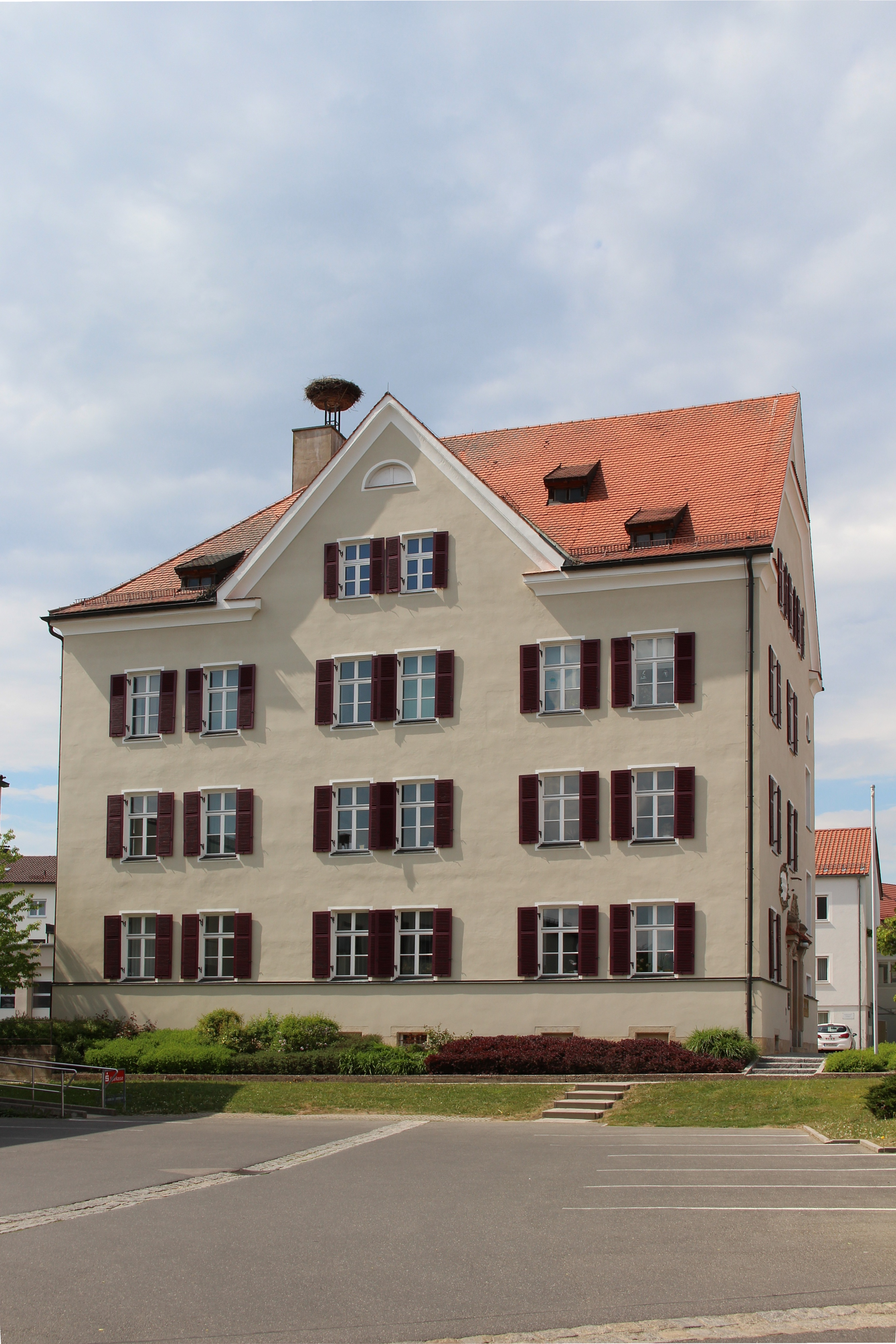
Verwaltungsgebäude der Verwaltungsgemeinschaft (2019)